# Ilkhechi
Ilkhechi (farsi ایلخچی) è il capoluogo della circoscrizione omonima nello shahrestān di Osku, nell'Azarbaijan orientale.